# Consentimiento
El consentimiento es un concepto jurídico que hace referencia a la exteriorización de la voluntad entre dos o varias personas para aceptar derechos y obligaciones. Su principal marco de actuación es el Derecho civil y, en especial, el Derecho de obligaciones y de contratos, en donde el consentimiento desempeña un papel fundamental en el marco de la autonomía de la voluntad.
El consentimiento será la voluntad acorde de las partes [acto plurisubjetivo]

## Requisitos del consentimiento
Para poder prestar un consentimiento que sea jurídicamente válido es necesario cumplir determinados requisitos:
En general, es necesario tener suficiente capacidad de obrar. En general, se puede decir que no pueden prestar su consentimiento los menores de edad o incapacitados. Sin embargo, puede darse el caso de que la incapacidad de prestar consentimiento solo abarque a una serie de actos jurídicos, y no a otros.
Además, el consentimiento no es válido cuando se ha emitido bajo la influencia de alguno de los posibles vicios del consentimiento:
- Error: Error grave en la apreciación de los hechos de forma que sin que se hubiera producido ese error no se hubiera producido el consentimiento.
- Violencia o intimidación: Cuando se arranca el consentimiento mediante el empleo de la fuerza o la intimidación.
- Dolo: Cuando la contraparte ha inducido a error al otro contratante con el fin de arrancar el consentimiento.

## Derecho civil
En Derecho civil, el consentimiento se define como el concurso entre la oferta y la aceptación sobre la cosa y la causa que han de constituir el contrato.
El consentimiento se considera un requisito esencial para la formalización de contratos, y para cualquier otra asunción de derechos y obligaciones que requiera voluntariedad, como la aceptación de herencias, contraer matrimonios, etc.

## Derecho penal
En Derecho penal, y en especial en los ordenamientos jurídicos de Derecho anglosajón, el consentimiento es contemplado como una posible defensa ante la responsabilidad civil o penal derivada de una acción punible. Los demandados que emplean esta defensa reivindican que no deberían responsabilizarse de una responsabilidad extra contractual, porque las acciones en cuestión fueron tomadas con el consentimiento y permiso del demandante o víctima. 
Para los casos como la violación que implican el derecho penal, véase consentimiento (penal).

### Agravio
Por ejemplo, si el demandante firma un documento que afirma que sea consciente de los riesgos de paintball, y este individuo está herido jugando el juego, el consentimiento expreso dado por adelantado puede excusar la persona que le pegó un tiro al demandante. En el derecho inglés y galés, el principio de volenti non fit injuria se aplica no solo a los participantes en deportes, sino también a espectadores y a otras personas que se dedican por voluntad propia a las actividades donde hay un riesgo de herida. También, el consentimiento ha sido usado como una defensa en los casos que implican muertas por casos fortuitos que ocurren durante bondage. Time (el 23 de mayo de 1988) se refirió a este último ejemplo, como la defensa del sexo brusco pero no es efectiva en el derecho inglés cuando resulta una herida seria o la muerte.

## Medicina
La cuestión del consentimiento es importante en el Derecho aplicable a la medicina. Por ejemplo, un cirujano puede ser responsable para allanamiento de morada si no obtiene consentimiento para un procedimiento. Hay exenciones, por ejemplo cuando el paciente no puede dar el consentimiento.
También, un cirujano debe explicar los riesgos significantes de un procedimiento (los que pueden cambiar la opinión del paciente sobre sí o no a tener el procedimiento) antes de que al paciente pueda dar el consentimiento vinculante. Esto fue explorado en el caso australiano Rogers v Whitaker (1992) 175 CLR 479. Si un cirujano no explica un riesgo material que pueda ocurrir subsecuentemente, se considera negligente. Estos riesgos materiales incluyen la pérdida de una oportunidad de un mejor resultado si un cirujano más experimentado había ejecutado el procedimiento.
| Texto de cabecera | Texto de cabecera | Texto de cabecera |
| ----------------- | ----------------- | ----------------- |
| Ejemplo           | Ejemplo           | Ejemplo           |
| Ejemplo           | Ejemplo           | Ejemplo           |
| Ejemplo           | Ejemplo           | Ejemplo           |